# 瘤毛獐牙菜
瘤毛獐牙菜（学名：Swertia pseudochinensis）为龙胆科獐牙菜属下的一个种。

## 扩展阅读
- 維基物種上的相關：瘤毛獐牙菜